# 異鱗蛇鯖
異鱗蛇鯖，又名鱗網帶鰆，學名Lepidocybium flavobrunneum，中文俗稱油魚、玉梭魚，又名白玉豚，英文俗稱Escolar、Oilfish、Black Oilfish、rudderfish、white tuna，是輻鰭魚綱鱸形目帶鰆科異鱗蛇鯖屬的唯一物種。

## 分布
本魚常見於各地的熱帶和溫帶海洋，然而北印度洋卻未見出產。

## 深度
根據紀錄，棘鱗蛇鯖活躍於200至885米的深層海域。

## 特徵
本魚體延長而側扁，下頷長於上頷，頭大，最長約200厘米，最重紀錄為45公斤。外型像似棘鱗蛇鯖，但鱗片較大，尾柄中央有稜脊，側線呈大曲紋狀，魚鰭亦略有分別。異鱗蛇鯖魚身有光澤，帶暗褐色，並隨著成長漸變成黑色。背鰭硬棘8至9枚；背鰭軟條16至18枚；臀鰭硬棘1至2枚；臀鰭軟條12至14枚。

## 生態
本魚棲息在大陸斜坡，游泳能強，性情兇猛，具日夜垂直洄游習性，白天於深海中並於晚上洄游至溫暖的淺水層。屬肉食性，以小魚及小型底棲無脊椎動物為食。此魚種的眼睛很大，视网膜神经节细胞的总体密度很低，使它们具有很高的光学灵敏度。

## 經濟利用
本魚為經濟性食用魚，作生魚片，但因內含蠟酯，容易造成腹瀉，有人認為不宜食用，並被歸類為油魚的一種。

## 命名
異鱗蛇鯖於不同國家的命名：
- 美國：鯖魚（mackerel）、牛油魚（butterfish）、油魚（oil fish）、蓖麻油魚（castor oil fish）、天竺舵魚（rudderfish）、waluu或梭倫魣（gemfish）
- 加拿大：油魚（oil fish）、梭倫魣（gemfish）或天竺舵魚（rudderfish）
- 澳洲：油魚（oil fish）、黑油魚（black oil fish），經常以天竺舵魚（rudderfish）之名出售
- 英國：可能會被錯誤標示海鱸魚（sea bass）

## 參閲
- 油魚
- 棘鱗蛇鯖

## 外部連結
- European Food Safety Authority, "Opinion of the Scientific Panel on Contaminants in the Food Chain on a request from the Commission related to the toxicity of fishery products belonging to the family of Gempylidae" (August 2004)
- December 2004, Chris Anderson, Seafood Business Magazine, December 2004 "Product Spotlight: Escolar (In the right hands, this oily whitefish has overcome its undeserved stigma)" （页面存档备份，存于）
- Ehealthforum.com discussion of symptoms of escolar consumption （页面存档备份，存于）
- Масляная рыба (Lepidocybium flavobrunneum) （页面存档备份，存于）